# Historia de la Educación Especial en Argentina

## Historia de la Educación Especial en Argentina
En 1810 a partir de la Revolución de Mayo comenzó un periodo de cambio basado en los pensamientos de la Revolución francesa desde la cual se amplía el horizonte intelectual, se agregan libertades y se humaniza el trato hacia las personas que eran desvalorizadas. Dentro de este marco, se comienza a gestar la conformación de un estado nación. Como resultado, en 1884 desde la promulgación de la Ley 1420 bajo la presidencia de Julio Argentino Roca, se establece la educación gratuita, laica y obligatoria. Estos principios tuvieron como objetivo lograr la “identidad nacional”, tras lo cual la escuela comenzó a buscar la homogeneización de la población.
En virtud de la obligatoriedad de la educación, comenzaron a asistir personas con diversas culturas, dialectos como también personas con y sin discapacidad. Debido a esto se comenzó con la clasificación del alumnado, instalando los estándares de normalización como eje central del modelo que comenzaría a forjarse. Así, y en función de tal clasificación, se comienza a brindar atención en aulas apartadas a las personas con discapacidad. Cada vez, la clasificación se hacía más específica, requiriendo nuevos profesionales y lugares más específicos donde alojarlos. Así es como surge la educación especial como un subsistema dentro del Sistema Educativo.
A partir de la sanción de esta Ley, se inicia la Educación Especial, concebida como un sistema paralelo al Sistema Educativo General, con un currículum propio y organización diferentes. Su abordaje será desde una perspectiva bio-médica, dentro del "modelo rehabilitador", siendo la recuperación y asistencia de estos niños, su mayor ocupación.Este tipo de educación, al tiempo que cuestiona y revierte las sospechas de “ineducabilidad” de las personas con discapacidad, genera un sistema segregado en ámbitos específicos para su atención que se evidencia durante casi todo el siglo XX.
En ese momento, las escuelas especiales se caracterizaban por tener una menor cantidad de niños/as por maestro, lo cual favorecía la individualización de la enseñanza, como así también trabajar intensivamente con equipos multidisciplinarios formados según el tipo de discapacidad de la población atendida, y usar una didáctica especial para cada categoría de discapacidad. Luego, de acuerdo a los tiempos históricos, las normativas de derechos humanos y el aporte de las personas con discapacidad y sus familias en términos de hacer valer sus derechos, el estado adoptó medidas, normativas y creó organismos con el propósito de garantizar los derechos y libertades fundamentales de las personas con discapacidad.
En vistas de una escuela primaria abierta para todos, la idea de igualdad de oportunidades se mantuvo, no obstante, fuertemente temperada por una teoría de los dones que explicaba el fracaso escolar por la falta de aptitudes.4 Por su parte, las escuelas llamadas por ese entonces “diferenciales” fueron concebidas como ámbitos propicios para el desarrollo de prácticas que admiten cierta individualización y diferenciación de la enseñanza.

### Antecedentes de la Educación Especial en Argentina
En Argentina durante el año 1606 surgen los primeros registros de discapacidad, ya que en Buenos Aires se creó, fundada por Juan de Garay, la primera organización de asistencia para discapacitados, denominada como el “Hospital de San Martín”. Años más tarde, en 1784, el Hospital San Martín empezó a ser conocido bajo la denominación Hospital Santa Catalina destinado específicamente a la atención de personas con discapacidad intelectual. 
Hacia 1826 el primer presidente argentino, Bernardino Rivadavia decretó la creación de la sociedad de beneficencia, la cual quedó, en febrero de 1827, a cargo de los distintos hospitales, asilos, escuelas para niños, etc. 
En 1838, durante el gobierno de Rosas, se retiró todo tipo de recursos de dichas organizaciones y en 1852 la comisión filantrópica logró la habilitación de los denominados “patios de dementes” tanto para hombres como para mujeres, en los hospitales generales, bajo el denominador común de una patología mental.
Seguido a la promulgación de la Constitución de 1853, se genera el conflicto con Paraguay, el cual acabó en una guerra, siendo Argentina uno de los países que participó. Es conocida como Guerra de la Triple Alianza, ya que el país se alió con el Imperio del Brasil y la República Oriental de Uruguay. A partir de esta guerra y de las heridas recibidas, surgieron numerosos casos de invalidez. A pesar de esto, no se menciona a las personas con discapacidad en el primer censo Nacional realizado en 1869. Recién en el año 2001 se realiza la primera encuesta complementaria al Censo Nacional, la Encuesta Nacional de Personas con Discapacidad (ENDI) a partir de ella se contabiliza que el 7,1 % de la población posee alguna discapacidad. “Uno de los resultados más importantes de la ENDI es que permite ver a las personas con discapacidad en su calidad de miembros del hogar. La Discapacidad no es sólo un atributo de las personas individuales sino que caracteriza al hogar en que esa persona vive. Este estudio estadístico confirma la idea de que una persona con discapacidad es una persona que necesita apoyo y asistencia y que su familia y el resto de los miembros de su hogar son su principal recurso.” (Bates, K; Luna, A y Luna S. 2007)
En el año 1857 comienza a funcionar la primera escuela de Buenos Aires, bajo la dirección del maestro Karl Keil (de origen alemán) convirtiéndose en el segundo país de Sudamérica que crea una escuela privada para sordos.Esta escuela cierra sus puertas en 1871 luego de la epidemia de fiebre amarilla. La segunda escuela fue fundada en 1871 por el médico José Facio la cual se instituyó como establecimiento del estado en el año 1881 bajo la denominación Instituto de Sordomudos de la Capital.
En 1878, el Congreso Universal realizado en París, destacó el reconocimiento de la mímica natural, es decir, la lengua de señas, como un instrumento auxiliar en la educación y en las relaciones interpersonales, aunque se sigue priorizando el método oral. 
En 1880, el Congreso realizado en Milán ignora la lengua de señas, sancionando la elección del uso del método oral puro como único modelo de enseñanza. La aprobación de este método coincidía con el proyecto general de alfabetización del país buscando la unidad nacional a través de la nacionalización lingüística. Por otra parte, el clero también apoyó el método oral por motivos confesionales y de instrucción religiosa.
Con respecto al método de enseñanza del médico Facio, se especula que utilizó el método gestual francés pero debido a las nuevas corrientes oralistas que proponía el Estado tuvo que cambiar al método oral y razones económicas.
Mientras tanto, en 1881, se creó el Consejo Nacional de Educación conformado por Domingo Faustino Sarmiento, entre otros políticos, con el objetivo de reunir a docentes para abordar temáticas referidas a la educación pública y popular. De esta reunión surge la necesidad de organizar el Primer Congreso Pedagógico realizado en Argentina.
En 1882, se realizó el primer Congreso Pedagógico en Buenos Aires, donde se propuso la elaboración de una estadística sobre la población sorda y la proclamación de que la educación del sordo es una necesidad pública. Además, manifestaron que la orientación no solo debe ser comunicativa sino también atender las causas que originan esta condición. Asimismo, el aporte del doctor Antonio Terry, quién tenía tres hijos sordos, destacó que el modelo para elaborar el plan educativo para sordos en Argentina, era el modelo italiano ya que era considerado uno de los mejores de Europa, porque practicaban el método oral. Además, propone contratar a un educador del Real Instituto de Milán y a un médico argentino para dirigir la escuela. 
La influencia de la Lengua de Señas Italiana se afianzó aún más, junto con la llegada de los maestros italianos, y a pesar de las severas restricciones que ellos mismos imponen a los niños, es interesante comprobar que el actual alfabeto manual argentino proviene directamente del antiguo alfabeto manual italiano, publicado en 1842 por Tomás Péndola (Skliar).4 Esta influencia también parece encontrarse en otros componentes de la lengua de Señas Argentina como el sistema numeral, ciertos mecanismos gramaticales y aspectos variados del léxico. Así, en 1885 la existencia de escuelas diferenciadas por sexos influyó en el proceso de desarrollo de la Lengua de Señas Argentina (LSA) dado que, las señas de mujeres y hombres eran distintas. Esto cambió muchos años después, cuando el Ministerio de Educación dictó la ordenanza de que todas las instituciones debían ser mixtas.

### Luego del surgimiento de la Educación Especial en Argentina

#### En Buenos Aires
En 1884, llegan los primeros libros escritos en sistema braille que fueron destinados a la Casa de los Niños Expósitos (Imágenes de Museo/Asilo). Por causa de un brote de viruela, todos los niños fueron trasladados al Asilo de Niños Huérfanos Bernabé Ferreyra, a partir de esto el director de la institución creó una sección diferente para ellos siendo la primera actividad tiflológica registrada en Argentina.
Un año más tarde surgen los primeros libros en braille presentes en los asilos y hospitales, los cuales tenían una sección especial para niños ciegos.
En 1885, el 19 de septiembre se firma la Ley 1662 por lo cual se crea el Instituto Nacional de Sordomudos, esta escuela pasó a pertenecer al estado; el primer director es el sacerdote Italiano que había sido formado dentro de la corriente Gestual.
A principios de 1887, llegó al país el maestro ciego español Juan Lorenzo y González, la Sociedad de Beneficencia lo designó “profesor de la primera escuela para ciegos” con asiento en el Asilo de Huérfanos.
En 1901, se inauguró la escuela para ciegos, mixta e independiente, brindaba educación elemental y conocimientos musicales. En 1909, se transformó en el Instituto Nacional de Ciegos.
Francisco Gatti propició la creación del “Instituto para Ciegos de ambos sexos”, el cual inició en marzo de 1902 y luego pasó a ocupar otras sedes. En 1911 Julián Baquero plantea la necesidad de crear una biblioteca en Braille.9 En 1912 se crea la primera imprenta del sistema Braille anexa al Instituto Nacional del Ciego.
En el mismo año, se crea la Asociación de Sordomudos en Buenos Aires siendo su presidente José Antonio Terry, esta asociación además tuvo la influencia de inmigrantes italianos post Segunda Guerra Mundial y crean el alfabeto manual argentino.
En 1926, el Dr. Olivieri presentó un proyecto de creación de “Clases Especiales” en las escuelas comunes, brindando al mismo tiempo cursos de perfeccionamiento, apareciendo así los primeros docentes de Educación Especial.
En 1949, se crea la Dirección de Enseñanza Diferenciada, actual “Dirección de Educación Especial”, bajo la dirección del Profesor Mario Vitalote. A partir de allí, se iniciaron los fundamentos doctrinarios que significaron su caracterización particular en el campo de la Educación Especializada.
En el año 1956 hubo una epidemia de poliomielitis la cual provocó altos índices de mortalidad, como también dejó grandes secuelas en la movilidad de las personas. A partir de esto se implementaron las primeras políticas sanitarias y programas de rehabilitación. En este marco, se creó el Servicio Nacional de Rehabilitación al lisiado con un abordaje hospitalario pedagógico debido a que se llevaba adelante la educación dentro del mismo. 
En el año 1998, el Acuerdo Marco traza el progreso para la Educación Especial, gracias a que ordena sus "funciones, servicios y prestaciones, adaptaciones curriculares, la formación y capacitación docente". (Bates y Luna, 2007). Es así como para el Acuerdo Marco las funciones de Educación Especial son:
- Proveer a los alumnos con necesidades educativas derivadas de la discapacidad (NEDD) las prestaciones necesarias para que puedan acceder al currículum, alcanzando un mejor desarrollo personal y social.
- Implementar estrategias en la detección y atención temprana de niños con alteraciones en el desarrollo y dificultades del aprendizaje para poder intervenir a tiempo y así evitar su desmejoramiento.
- Promover y sostener estrategias de integración y participación de las personas con NEDD en el ámbito educativo, social y laboral.
- Extender los recursos y apoyos a la totalidad de los sectores educativos, para enriquecer la calidad de la oferta pedagógica, promoviendo la inclusividad de las instituciones, independientemente de las condiciones ambientales.
- Facilitar la participación activa de la familia.
- En el año 2001 se realiza la Primera Encuesta Nacional de Personas con Discapacidad (ENDI), dando como resultado que el 7,1 % de la población argentina presenta alguna discapacidad.

#### En Córdoba
En el año 1944 comienza a visibilizarse la necesidad de generar un espacio o servicio que brinde respuesta a las personas con discapacidad visual, es así como luego de firmar el decreto 9,346 se crea el “Instituto Provincial de Ciegos”. Posteriormente, en el año 1961 se decide cambiar el nombre por “Instituto Helen Keller”, inspirados en la historia de Helen Keller, escritora, oradora y activista política quien poseía una doble discapacidad. A partir de este momento comienza el proceso de numerosos servicios siendo pioneros en diversos aspectos a nivel nacional. Y por tanto desde el interior de la provincia y de distintos puntos del país, surge una mayor demanda habilitando por unos años un internado brindado por la Institución.
El Instituto Helen Keller nace con la finalidad de dar respuesta a la discapacidad visual y años más tarde también a la multidiscapacidad.
En el año 1957, mediante el Decreto Ley N 2108, que establece la creación de establecimientos especiales para proporcionar una educación e instrucción adecuadas a la situación de los niños deficitarios, se fundó la escuela especial “Ana Sullivan” que comenzó a funcionar en la Casa del Niño de la Ciudad de San Francisco.
La creación de esta institución se realiza ante la necesidad de impartir enseñanza especializada a menores infradotados que la escuela común no contemplaba.
Ante el insistente reclamo de las egresadas de la Escuela de Psicopedagogía dependiente de la Facultad de Medicina de la Universidad Nacional de Córdoba, quienes buscaban un espacio para aplicar los conocimientos adquiridos, el ministro de Gobierno José Ferreyra Soaje, quien tenía un hijo con discapacidad intelectual, da respuesta al pedido de creación de una escuela especial.
Así, en el año 1957 se efectiviza la creación de la Escuela Especial “María Montessori”, por decreto N 2108, dependiendo del Consejo de Enseñanza Secundario y Especial.
Diez años más tarde se realizan las Primeras Jornadas Argentinas para Asociación de Padres de niños discapacitados, lo cual motivó a que en el año 1969 se diera origen a la Asociación de Padres y Amigos del Discapacitado Mental (A.P.A.DI.M.), siendo la misma una sociedad civil sin fines de lucro. Acompañan a niños, niñas y jóvenes en el desarrollo de sus capacidades y en sostenimiento de sus trayectorias escolares (educación primaria y secundaria) también, en atención temprana.
En 1964 por el Decreto N 3783, se aprobó el Plan de estudios para el Instituto Cabred, a partir del cual se inicia el Profesorado en Educación de niños con trastornos psicomotores. (La Provincia de Córdoba estaba gobernada en ese momento por Justo Páez Molina).
Por otro lado, a fines del año 1965 empieza a funcionar en el Instituto Cabred, un Centro Psicopedagógico que ofrecía enseñanza especial a “Niños excepcionales”. Los mismos eran divididos en dos grupos, por un lado los que poseían problemas de aprendizaje y por otro lado los “infradotados”.
El concepto de Educación Especial fue evolucionando, lo que llevó a la búsqueda y necesidad de diversificar la oferta educativa. Es decir, había personas con discapacidad intelectual de nivel moderado que dicha institución pública no podía contener. A partir de esto, alumnos del Instituto Cabred, tomando la realidad educativa existente, realizaron un estudio que reveló la necesidad de crear por lo menos un Instituto que reciba a personas con Coeficiente intelectual inferior a 50.
En 1968, por Decreto N 7942 se creó la Escuela Especial que después terminó llamándose “Dr. Jerónimo de Moragas”. Esta institución, a la hora de elaborar su currícula, tomó los aportes de la Escuela Especial “María Montessori” utilizando una metodología similar teniendo en cuenta la particularidad de la población que participaba de la misma.
Por causa de que el Instituto Helen Keller, debido a una decisión tomada, se desentendió de los adultos con discapacidad visual, en el año 1959 la Asociación Pro Ciegos de Córdoba (AProCiC) fundó el Hogar- Taller Para Ciegos Adultos Julian Baquero” para brindar educación, rehabilitación e inserción laboral a las personas con discapacidad visual. En 1976 ante la renuncia obligada de la profesora María Aurora Armas, dicho Instituto pasó a llamarse "Centro de Rehabilitación para Ciegos Adultos Julián Baquero”.

### Luego del surgimiento de la educación especial: cuestiones que influyen fuera del país
A partir de los años 60, se inicia una nueva forma de entender la Educación Especial. El Informe Warnock (1978), consolida el concepto de Necesidades Educativas Especiales (NEE) y el principio de Normalización. En este informe, queda explícito que los fines de la educación son los mismos para todos/as los/as niños/as, independientemente “de las ventajas o desventajas” que pudieran tener.
Amplía de este modo, el concepto de educación especial, considerando que las necesidades en las trayectorias educativas forman un continuo y que por lo tanto la educación especial también debe ser un continuo de prestación que va de la ayuda temporal hasta la adaptación permanente o a largo plazo del currículo común. En este sentido, la educación especial se transforma en un concepto mucho más amplio y flexible.
Las principales temáticas abordadas en el Informe Warnock fueron tomadas por la Declaración de Salamanca en el año 1994. Dicha declaración, aprobó los principios, políticas y prácticas a partir de la cual planteó un marco de acción respecto de las necesidades educativas especiales: acceso y calidad. El tema que se destacó en dicha conferencia fue la educación para Todos, en pos de posibilitar una enseñanza a todas las personas con necesidades educativas especiales dentro del sistema común de educación.

### La educación especial como modalidad
Desde la sanción de la Ley Nacional de Educación 26.206/06 la Educación Especial es una modalidad del Sistema Educativo Argentino destinada a asegurar el derecho a la educación de las personas con discapacidad, temporal o permanente, en todos los niveles y modalidades del Sistema Educativo. Se rige por el principio de inclusión educativa, de acuerdo con el inciso n) del artículo 11 de esta ley y brinda atención educativa a todas aquellas problemáticas específicas que no puedan ser abordadas por la educación de nivel.
Actualmente, el Estado Nacional propone en su política educativa el reconocimiento de la educación como derecho y como un bien público, personal y social. Asimismo, la educación brindará las oportunidades necesarias para desarrollar y fortalecer la formación integral de las personas a lo largo de toda la vida y promover en cada educando/a la capacidad de definir su proyecto de vida, basado en los valores de libertad, paz, solidaridad, igualdad, respeto a la diversidad, justicia, responsabilidad y bien común.
Desde el reconocimiento de la Educación Especial como modalidad del Sistema Educativo Nacional, se la reconoce como parte del mismo, en pos de asegurar el derecho a la educación, la integración escolar y favorecer la inserción social de las personas con discapacidad.
En la actualidad, las personas con discapacidad son consideradas sujetos de derecho, con capacidad para aprender y participar en la vida social. Este cambio de concepción, enmarcado en el modelo social de la discapacidad, ha implicado que la Escuela Especial comience a ser reconocida como un ámbito que debe garantizar el derecho educativo y construir mejores condiciones de escolarización para quienes presentan necesidades educativas derivadas de la discapacidad.